# Weimeren (Prinsenbeek)
Weimeren is de naam van een moerasgebied dat gelegen is op enkele kilometers ten noorden van Prinsenbeek. Het gebied meet 100 ha, wat in 2018 tot 240 ha moet zijn uitgebreid. Het gebied wordt beheerd door Staatsbosbeheer.
De naam kan afgeleid zijn van: wilgenmeren of wijde meren
Het gebied ligt ten westen van autosnelweg A16 en direct ten zuiden van de Mark. De Naad van Brabant loopt door dit gebied, waardoor kwel optreedt. Sind 2009 is het ingericht als vochtig moerasgebied. Er zijn daartoe enkele nieuwe veenputten gegraven, met de bedoeling dat daarin natuurlijke verlandingsprocessen gaan optreden.  Voedselrijke bovenlagen werden verwijderd. Het gebied dient tevens als boezem voor de Mark. Er werd een 800 meter lange kade aangelegd die wandelaars in staat stelt om het gebied te doorkruisen.
Weimeren werd benoemd tot natte natuurparel. Ten oosten van Weimeren ligt, aan de overzijde van de autoweg, het natuurgebied Rooskensdonk en enkele kilometers naar het zuidwesten vindt men het natuurgebied Haagse Beemden.